# Hliborobne, Kozeatîn
Hliborobne (în ucraineană Хліборобне) este un sat în comuna Bezimenne din raionul Kozeatîn, regiunea Vinnița, Ucraina.

## Demografie
Componența lingvistică a localității Hliborobne
     Ucraineană (98,08%)
     Rusă (1,92%)
Conform recensământului din 2001, majoritatea populației localității Hliborobne era vorbitoare de ucraineană (98,08%), existând în minoritate și vorbitori de rusă (1,92%).